# حركة الموقف الوطني
حركة الموقف الوطني (بالكردية: ڕەوتی هەڵوێستی نیشتیمانی)‏ هو حزب سياسي في إقليم كردستان العراق.
تأسست الحزب في 19 مارس 2024 بمؤتمر عقد في السليمانية. ويضم الحزب أعضاء سابقين في حركة التغيير ومن بينهم رئيس الحزب علي حمه صالح، بالإضافة إلى أعضاء من الائتلاف الوطني. وانضم إلى الحزب أيضًا المعلمون الساخطون الذين كانوا يحتجون على فشل السلطات المتكرر في دفع رواتبهم على مدى السنوات القليلة الماضية. ينوي الحزب الترشح في الانتخابات البرلمانية لإقليم كردستان عام 2024.
وفي المؤتمر التأسيسي انتخب علي حمه صالح رئيساً للحزب الجديد. وإلى جانب صالح، تتكون اللجنة التنفيذية للحزب من بدل برواري، وريبوار كريم محمود، وغالب محمد، وكروان حمه صالح، وخانزاد محمد، وسردار قادر، وسليم كوي، وماموستا فؤاد. وقال صالح بعد المؤتمر إن أهداف الحزب لا تقتصر على المشاركة في الانتخابات، وإن محاولات منع إجراء الانتخابات المحلية قد تقود الإقليم إلى "نفق مظلم للغاية".
وفي انتخابات 2024، قدم الحزب قائمة تضم 62 مرشحًا، معظمهم يترشحون في محافظة السليمانية. كما ذكرت صحيفة "درو ميديا" أن هناك صراع داخلي في المؤتمر التأسيسي وأن أعضاء مؤسسين بارزين مثل يوسف محمد و مسعود عبد الخالق انسحبوا.